# フラボンシンターゼ
フラボンシンターゼ（flavone synthase）は、フラボノイド生合成酵素の一つで、次の化学反応を触媒する酸化還元酵素である。
フラバノン + 2-オキソグルタル酸 + O2 {\displaystyle \rightleftharpoons } フラボン + コハク酸 + CO2 + H2O
反応式の通り、この酵素の基質はフラバノンと2-オキソグルタル酸とO2、生成物はフラボンとコハク酸とCO2である。
組織名はflavanone,2-oxoglutarate:oxygen oxidoreductase (dehydrating)である。